# Wiltz
Wiltz (lb. Wolz) – miejscowość i gmina (gemeng / commune / Gemeinde) w północno-zachodnim Luksemburgu, siedziba administracyjna kantonu Wiltz. Do 3 października 2015 miasto leżało w dystrykcie Diekirch. Siedziba administracyjna gminy znajduje się w mieście Wiltz. Liczy 7949 mieszkańców (1 stycznia 2023). Tutaj miała miejsce słynna ofensywa w Ardenach, pod koniec II wojny światowej.

## Podział administracyjny
Do gminy należy 14 miejscowości, w tym osiem (Uertschaft) oraz sześć lieu-dit: 
1. Batzendellt, lieu-dit
2. Café Halte, lieu-dit
3. Erpeldange (Ierpeldeng / Erpeldingen)
4. Eschweiler
5. Kleinhoscheid (Klenghouschent), lieu-dit
6. Knaphoscheid (Knapphouschent)
7. Lameschmühle (Lameschmillen), lieu-dit
8. Niederwiltz (Nidderwolz), lieu-dit
9. Nocher-Route (Nacher Strooss / Nocherstrasse)
10. Roullingen (Rulljen / Rullingen)
11. Selscheid (Selschent)
12. Toutschenmühle (Tutschemillen), lieu-dit
13. Weidingen (Wegdichen)
14. Wiltz (Wolz)

## Zabytki
Na górze, niedaleko miasta, znajduje się Sanktuarium Matki Boskiej Fatimskiej (Notre-Dame vu Fatima). W czasie święta Wniebowzięcia NMP pielgrzymują do niego ludzie z całego świata, głównie Portugalczycy.
W centrum miasta znajduje się Międzynarodowy Pomnik Skautingu, zadedykowany Robertowi Baden-Powellowi. 

## Kultura
Co roku w lato, odbywa się tu Festival de Wiltz, na którym gra się lokalną muzykę oraz przedstawia się lokalne wyroby artystyczne.

## Współpraca
Miejscowości partnerskie:
- Bastogne, Belgia
- Celorico de Basto, Portugalia
- Zavidovići, Bośnia i Hercegowina